# Alejandro Neyra
Alejandro Arturo Neyra Sánchez (Lima, 1974) es un abogado, escritor y diplomático peruano. Se desempeñó desde el 18 de noviembre de 2020 hasta el 28 de julio de 2021 en el cargo de Ministerio de Cultura del Perú bajo el gobierno de Francisco Sagasti. También lo fue durante los gobiernos de Pedro Pablo Kuczynski y Martín Vizcarra.

## Biografía

### Estudios realizados
Alejandro Neyra realizó sus estudios Primarios y Secundarios en el Colegio La Salle de Lima. Neyra es bachiller en Literatura por la Universidad Nacional Mayor de San Marcos. Tiene el mismo grado, en Derecho, por la Pontificia Universidad Católica del Perú. Asimismo, tiene una maestría de Diplomacia por la Academia Diplomática del Perú y una maestría ejecutiva en Servicio Internacional por la American University en Washington D. C.

### Trayectoria
Como diplomático de carrera, ha laborado en el gabinete del Ministerio de Relaciones Exteriores del Perú. Formó parte del equipo peruano que negoció en La Haya la demanda marítima del Perú a Chile y en la comisión que negoció con la Universidad de Yale la devolución al Perú de piezas arqueológicas. Hasta antes de tomar la dirección de la BNP, se desempeñaba como agregado cultural del Perú en Chile.
Como escritor, es autor de novelas de espionaje y cuentos.
En abril de 2017 fue designado director de la Biblioteca Nacional del Perú, reemplazando en dicho cargo a Delfina González del Riego, que lo venía ejerciendo interinamente desde octubre de 2016, tras la renuncia de Ramón Mujica Pinilla. El 9 de enero de 2018 fue designado como Ministro de Cultura, en reemplazo de Salvador del Solar.
Debido a la renuncia del presidente Kuczynski, asume el poder el ingeniero Martín Vizcarra, quien decide el reemplazo de los ministros, lo que obliga a la renuncia de Alejandro Neyra. Actualmente, el carismático funcionario desempeña dos importantes encargos:
- Mediante Resolución Ministerial N.º 0183-2018-RE de fecha 3 de abril de 2018 es designado como Director del Centro Cultural Inca Garcilaso, de la Dirección General para Asuntos Culturales del Ministerio de Relaciones Exteriores del Perú, efectiva a partir de ese mismo día.
- Mediante Resolución Ministerial N.º 0340-2018-RE de fecha 12 de junio de 2018 es designado como coordinador del Ministerio de Relaciones Exteriores ante el Proyecto Especial Bicentenario de la Independencia del Perú, creado por Decreto Supremo N° 004-2018-MC.
El 30 de mayo de 2020 fue designado nuevamente como Ministro de Cultura, en reemplazo de Sonia Guillen.Durante su gestión se inauguró el Museo Nacional (MUNA) https://www.gob.pe/institucion/cultura/noticias/508107-ministro-de-cultura-anuncia-apertura-del-museo-nacional-del-peru-manana-24-de-julio. Sin embargo, el mencionado museo, tres años después, seguía sin albergar ninguna exposición permanente encontrándose casi vacío Enlace: https://elcomercio.pe/lima/muna-un-museo-casi-vacio-sin-accesos-seguros-ni-muestras-permanentes-informe-ministra-de-cultura-muna-leslie-urteaga-museos-lurin-cultura-patrimonio-noticia/

## Libros publicados
- Peruanos ilustres (Solar, 2005)
- Peruvians do it better (Sarita Cartonera, 2007)
- Peruanas ilustres (Solar, 2009)
- CIA Perú 1985. Una novela de espías (Estruendomudo, 2012). Premio de Novela Breve Cámara Peruana del Libro 2012.[6]
- CIA Perú 1985. El espía sentimental (2015)[7]
- Breve historia (o)culta del Perú
- Historia de dos Bernardos
- Mi monstruo sagrado, (Ediciones Copé, 2020). Premio Copé 2019

## Obra publicada en antologías
- José Donayre Hoefken (antologador): 21 Relatos sobre la Independencia del Perú, Lima, Ediciones Copé, 2019.[8]
- Elton Honores (antologador): Noticias del futuro. Antología del cuento de ciencia ficción peruano del siglo XXI, Lima, Ediciones Altazor, 2019.